# Bactrocera ritsemae
Bactrocera ritsemae
 es una especie de insecto díptero que Weyenbergh describió científicamente por primera vez en 1869. Esta especie pertenece al género Bactrocera de la familia Tephritidae.  